# 1807년 영국 총선
그렌빌 내각은 가톨릭교도가 장교로 복무가능하게 하는 법을 만들려다 조지 3세에게 해임당한다. 조지 3세는 포틀랜드 공작을 새 수상에 임명한다.
새 내각은 불과 1년 전 소집된 의회가 그렌빌파로 가득차 국정운영이 힘들다는 이유로 조지 3세에게 건의해 다시 선거를 치른다.

## 선거 결과
| 정당   | 의석 수 |
| ------ | ------- |
| 토리당 | 216석   |
| 휘그당 | 213석   |
| 기타   | 229석   |
| 합계   | 658석   |